# نیکولا زالفسکی
نیکولا زالفسکی (انگلیسی: Nicola Zalewski؛ زادهٔ ۲۳ ژانویه ۲۰۰۲) بازیکن فوتبال اهل لهستان است که برای باشگاه فوتبال اینتر میلان در پست هافبک بازی می‌کند.
او متولد و رشد یافتهٔ کشور ایتالیا از والدینی لهستانی است که برای تیم ملی فوتبال لهستان بازی می‌کند.

## زندگی شخصی
زالفسکی در لهستان به دنیا آمده است و در پلی رشد کرده.
او پسر کریستوف است که در سال ۲۰۲۱ بر اثر سرطان درگذشت.

## عملکرد باشگاهی

### آ.اس. رم
زالفسکی نخستین بازی خود را برای باشگاه فوتبال آ.اس. رم در ۶ می ۲۰۲۱ در نیمه نهایی لیگ اروپا مقابل باشگاه فوتبال منچستریونایتد انجام داد و در دقیقه ۷۶ جایگزین پدرو رودریگز شد و هفت دقیقه بعد از ورودش روی گل پیروزی، گل به خودی الکس تلس نقش بسزایی داشت. او نخستین بازی خود در سری آ را سه روز بعد، در ۹ می، در جریان بازی خانگی مقابل باشگاه فوتبال کروتونه انجام داد.
در ۲۹ دسامبر ۲۰۲۱ باشگاه فوتبال آ.اس. رم اعلام کرد که قرارداد او تا سال ۲۰۲۵ تمدید کرده است. زالفسکی موفق شد به همراه تیمش تحت هدایت ژوزه مورینیو در لیگ کنفرانس اروپا ۲۲–۲۰۲۱ به قهرمانی برسد. در ۱۲ مارس ۲۰۲۳، او نخستین گل دوران حرفه ای خود را مقابل باشگاه فوتبال ساسولو به ثمر رساند ولی نتوانست مانع باخت ۴ بر ۳ تیمش شود. در ۳ ژوئن ۲۰۲۳، او یک گل در پیروزی ۲ بر یک آ.اس. رم مقابل باشگاه فوتبال اسپزیا به ثمر رساند.

### اینترمیلان
در ۱ فوریه ۲۰۲۵ زالفسکی به صورت قرضی با بند خرید دائمی به باشگاه فوتبال اینترمیلان پیوست. در تاریخ ۲ فوریه او در نخستین بازی خود برای باشگاه فوتبال اینترمیلان یک پاس گل برای استفان د فرای در شهرآورد دلا مادونینا ارسال کرد.

## آمار باشگاهی
تا تاریخ ۲ ژوئیه ۲۰۲۵
| باشگاه           | فصل              | لیگ              | لیگ  | لیگ | جام حذفی | جام حذفی | قاره‌ای | قاره‌ای | دیگر | دیگر | مجموع | مجموع |
| باشگاه           | فصل              | دسته             | بازی | گل  | بازی     | گل       | بازی   | گل     | بازی | گل   | بازی  | گل    |
| ---------------- | ---------------- | ---------------- | ---- | --- | -------- | -------- | ------ | ------ | ---- | ---- | ----- | ----- |
| آ.اس. رم         | ۲۰۲۰–۲۱          | سری آ            | ۱    | ۰   | ۰        | ۰        | ۱      | ۰      | _    | _    | ۲     | ۰     |
| آ.اس. رم         | ۲۰۲۱–۲۲          | سری آ            | ۱۶   | ۰   | ۱        | ۰        | ۷      | ۰      | _    | _    | ۲۴    | ۰     |
| آ.اس. رم         | ۲۰۲۲–۲۳          | سری آ            | ۳۳   | ۲   | ۲        | ۰        | ۱۲     | ۰      | _    | _    | ۴۷    | ۲     |
| آ.اس. رم         | ۲۰۲۳–۲۴          | سری آ            | ۲۲   | ۰   | ۲        | ۰        | ۹      | ۰      | _    | _    | ۳۳    | ۰     |
| آ.اس. رم         | ۲۰۲۴–۲۵          | سری آ            | ۱۲   | ۰   | ۱        | ۰        | ۴      | ۰      | _    | _    | ۱۷    | ۰     |
| مجموع آ.اس. رم   | مجموع آ.اس. رم   | مجموع آ.اس. رم   | ۸۴   | ۲   | ۶        | ۰        | ۳۳     | ۰      | ۰    | ۰    | ۱۲۳   | ۲     |
| اینترمیلان       | ۲۰۲۴–۲۵          | سری آ            | ۱۱   | ۱   | ۲        | ۰        | ۲      | ۰      | ۲    | ۰    | ۱۷    | ۱     |
| مجموع اینترمیلان | مجموع اینترمیلان | مجموع اینترمیلان | ۱۱   | ۱   | ۲        | ۰        | ۲      | ۰      | ۲    | ۰    | ۱۷    | ۱     |
| مجموع آمار       | مجموع آمار       | مجموع آمار       | ۹۵   | ۳   | ۸        | ۰        | ۳۵     | ۰      | ۲    | ۰    | ۱۳۰   | ۳     |

## افتخارات

### باشگاهی
آ.اس. رم
- لیگ کنفرانس اروپا(۱): ۲۲–۲۰۲۱

اینتر میلان
- لیگ قهرمانان اروپا: ۲۵–۲۰۲۴ (نایب‌قهرمان)

## آمار ملی

### بازی‌های ملی
تا تاریخ ۱ فوریه ۲۰۲۵
| تیم ملی فوتبال لهستان | تیم ملی فوتبال لهستان | تیم ملی فوتبال لهستان | تیم ملی فوتبال لهستان |
| سال                   | بازی                  | گل                    |                       |
| --------------------- | --------------------- | --------------------- | --------------------- |
| ۲۰۲۱                  | ۱                     | ۰                     |                       |
| ۲۰۲۲                  | ۸                     | ۰                     |                       |
| ۲۰۲۳                  | ۵                     | ۰                     |                       |
| ۲۰۲۴                  | ۱۳                    | ۳                     |                       |
| مجموع                 | ۲۷                    | ۳                     |                       |

### گل‌های ملی
| شماره | تاریخ          | میزبان | بازی ملی | حریف     | نتیجه | رقابت                    |
| ----- | -------------- | ------ | -------- | -------- | ----- | ------------------------ |
| ۱     | ۱۰ ژوئن ۲۰۲۴   | ورشو   | ۱۸       | ترکیه    | ۲–۱   | دوستانه                  |
| ۲     | ۵ سپتامبر ۲۰۲۴ | گلاسگو | ۲۲       | اسکاتلند | ۳–۲   | لیگ ملت‌های اروپا ۲۵–۲۰۲۴ |
| ۳     | ۱۵ اکتبر ۲۰۲۴  | ورشو   | ۲۵       | کرواسی   | ۳–۳   | لیگ ملت‌های اروپا ۲۵–۲۰۲۴ |

## عملکرد ملی
علیرغم داشتن تابعیت ایتالیایی، زالفسکی انتخاب کرده است که در سطح بین‌المللی به عنوان نماینده لهستان به میدان برود. زالوسکی نخستین بازی خود را برای تیم ملی فوتبال لهستان در ۵ سپتامبر ۲۰۲۱ در مقدماتی جام جهانی فوتبال مقابل تیم ملی فوتبال سن مارینو انجام داد که در دقیقه ۶۶ وارد زمین شد و در دقیقه ۹۴ به یک پاس گل برای آدام بوکسا ارسال کرد.
در ۷ ژوئن ۲۰۲۴ نیکولا زالفسکی برای جام ملت‌های اروپا ۲۰۲۴ به تیم ملی فوتبال لهستان دعوت شد. سه روز بعد او نخستین گل خود را برای تیم ملی فوتبال لهستان در یک بازی دوستانه مقابل تیم ملی فوتبال ترکیه ثمر رساند.
در اکتبر ۲۰۲۴ او در مرحله گروهی لیگ ملت‌های اروپا ۲۵–۲۰۲۴ در تساوی ۳ بر ۳ مقابل تیم ملی فوتبال کرواسی گلزنی کرد.